# Gesvres-le-Chapitre
Gesvres-le-Chapitre är en kommun i departementet Seine-et-Marne i regionen Île-de-France i norra Frankrike. Kommunen ligger i kantonen Dammartin-en-Goële som tillhör arrondissementet Meaux. År 2022 hade Gesvres-le-Chapitre 146 invånare.

## Befolkningsutveckling
Antalet invånare i kommunen Gesvres-le-Chapitre
| Referens: INSEE |